# Mogens Fischer
Mogens Fischer er en dansk musiker, der spillede trommer i bandet Bifrost fra 1974. Han forlod gruppen efter udgivelsen af det tredje album, Læn Dem ikke ud fra 1979.
Senere medvirkede han på et par album med Annapurna (Dillen, Californiske frugter); han var desuden medproducer på Dillen. I de senere år har han spillet i gruppen Bekkurs Bench blandt andet sammen med det andet tidligere Bifrost-medlem, Torben Andersen.